# Gra de Carter
Pour les articles homonymes, voir GRA.
Gra est une pièce pour clarinette seule composée par Elliott Carter en 1993 dédicacée au compositeur polonais Witold Lutosławski, pour son 80e anniversaire. Gra signifie « jeu » en polonais.
Gra est une pièce courte, changeante et pleine d'humour. La pièce dispose d'une section finale dans laquelle un son multiphonique récurrent déclenche des réminiscences fragmentaires de sections antérieurs de la pièce. Gra est une pièce fantaisiste, dans laquelle des arabesques interrompent à plusieurs reprises les tentatives de création d'une mélodie expressive. Elliott Carter exploite les caractéristiques de la clarinette en faisant jouer des contrastes extrêmes de registre, de tessiture, de dynamique et d'articulation. La pièce se termine, de façon inattendue, par le fantôme d'une triade majeure.
Il existe une transcription pour trombone.

## Structure
Gra se compose de trois sections : 
1. Une première section introductive dans laquelle l'hexacorde [0,1,2,4,7,8] et les structures des cellules  évoluent.
2. Une deuxième section intervient en développement, souligne la qualité de scherzo de la pièce et est caractérisée par une rupture du soubassement de l'hexacorde ainsi que par des interruptions espressivo.
3. La troisième section, plus lente que la section précédente, est en grande partie de caractère espressivo mais avec des interjections scherzando. La section 3 est également caractérisée par la répétition des notes qui commencent souvent les unités de phrase ; cette répétition sert à créer des points d'arrivée par le biais d'un guidage vocal de longue portée tout au long de cette section[2].

## Discographie
- American Clarinet : Adams (Gnarly Buttons) ; Sandroff (en)  (Tephillah), Carter (Concerto pour clarinette ; Gra) ; Reich (New York Counterpoint) - Ensemble intercontemporain, dir. David Robertson ; Alain Damiens (clarinette) ; André Trouttet (1996 et 1998, Virgin Classics 5 45351 2 / EMI) (OCLC 469333678)